# Gamsilg Chasma
Il Gamsilg Chasma è una struttura geologica della superficie di Venere.